# Johann Lienhart
Johann „Hans“ Lienhart (* 17. Juli 1960 in Fehring) ist ein ehemaliger österreichischer Radrennfahrer und dreifacher Olympionike (1980, 1984, 1988).

## Werdegang
Er startete 1977 bei der UCI-Weltmeisterschaft der Junioren und wurde als bester Österreicher 32. im Straßenrennen. Dreimal wurde Johann Lienhart Österreichischer Staatsmeister im Straßenrennen, 1981 bei den Amateuren und 1983 sowohl bei den Amateuren wie auch bei der Elite. Mehrfach entschied er auch Etappen der Österreich-Rundfahrt für sich. 1980 sowie 1985 gewann er das Rennen Wien–Rabenstein–Gresten–Wien. In der Steiermark-Rundfahrt 1981 wurde er Zweiter, ein Jahr später gewann er das Rennen. 1986 gewann er die Steiermark-Rundfahrt erneut. 1983 startete er erstmals bei den UCI-Straßen-Weltmeisterschaften und wurde als 42. im Straßenrennen der Amateure klassiert. 1987 entschied er das Rundstreckenrennen Judendorf-Straßengel für sich.
Lienhart startete bei drei verschiedenen Olympischen Spielen, 1980 in Moskau, 1984 in Los Angeles und 1988 in Seoul, ohne allerdings in die Medaillenränge zu kommen.
1987 errang er gemeinsam mit Helmut Wechselberger, Bernhard Rassinger und Mario Traxl die Bronzemedaille im Mannschaftszeitfahren bei den UCI-Straßen-Weltmeisterschaften in Villach. 1989 und 1990 siegte er in der Niederösterreich-Rundfahrt.
Heute arbeitet er für einen früheren Sponsor und verkauft Fahrräder an Shops in ganz Österreich.
Sein Sohn Florian betreibt ebenfalls Radsport sowie Triathlon und arbeitet für eine Radhandlung in der Steiermark. Am 28. Juli 2020 gab die Österreichische Anti-Doping Rechtskommission (ÖADR), Aufsichtsbehörde der Nationale Anti-Doping Agentur Austria, bekannt, dass Lienhart für zehn Jahre gesperrt wird.
Er hatte für seinen Sohn EPO, Genotropin und Testosterongel besessen und an diesen weitergegeben sowie seinen Sohn beim Begehen von Verstößen gegen Anti-Doping Bestimmungen ermutigt, angeleitet und unterstützt.